# Enzo Silcan
Enzo Alejandro Silcan (Lanús, provincia de Buenos Aires, Argentina; 27 de mayo de 2000) es un futbolista argentino. Juega de defensor y su equipo actual es Agropecuario, de la Primera Nacional.

## Carrera

### Chacarita Juniors
Tras hacer las inferiores en Lanús, Silcan es prestado a Club Atlético Colegiales de Tres Arroyos (El más grande de la liga). Luego fue cedido a préstamo a Chacarita Juniors, equipo de la Primera Nacional. Debutó en el Funebrero el 16 de marzo de 2021 en la derrota por 0-1 contra Atlanta. Durante su cesión en el club, Silcan disputó 15 partidos.

### Agropecuario
Silcan rescindió su contrato con Lanús y firmó como nuevo jugador de Agropecuario, equipo de la segunda categoría del fútbol argentino. Debutó en el Sojero el 18 de febrero en la derrota 0-1 contra Estudiantes de Río Cuarto.

## Estadísticas

### Clubes
- Actualizado hasta el 4 de septiembre de 2022.

| Chacarita Juniors Argentina | 2.ª                 | 2021                | 15 | 0 | - | - | - | - | 15 | 0 | 0,00 |
| Chacarita Juniors Argentina | Total club          | Total club          | 15 | 0 | - | - | - | - | 15 | 0 | 0,00 |
| Agropecuario Argentina | 2.ª                 | 2022                | 23 | 1 | 2 | 0 | - | - | 25 | 1 | 0,04 |
| Agropecuario Argentina | Total club          | Total club          | 23 | 1 | 2 | 0 | - | - | 25 | 1 | 0,04 |
| Total en su carrera | Total en su carrera | Total en su carrera | 38 | 1 | 2 | 0 | - | - | 40 | 1 | 0,02 |
| (1) Las copas nacionales se refiere a la Copa Argentina. (2) Las copas internacionales se refiere a la Copa Libertadores y a la Copa Sudamericana. (3) Media de goles por encuentro. No incluye goles en partidos amistosos. |                     |                     |    |   |   |   |   |   |    |   |      |